# Barylypa xanthomelas
Barylypa xanthomelas là một loài tò vò trong họ Ichneumonidae.